# Thomas Percy, Egremont bárója
Thomas Percy Egremont első és utolsó bárója volt. A Neville család elleni támadásainak nagy szerepe volt a rózsák háborúja kitörésében. Thomas Percy a Lancaster-ház oldalán harcolva esett el a Northamptoni csatában.

## Élete és halála
Thomas Percy Henry de Percy, Northumberland első grófja és lady Eleanor de Neville fia volt. 1449-ben kapta meg az Egremont bárója címet. Testvére volt Henry, aki a towtoni csatában esett el. Egremontot veszekedős, erőszakos, tekintélyt nem tisztelő emberként ismerték.
1447-ben társaival rendzavarásért York városában bebörtönözték. A következő évben, a skótok elleni háború idején a cumberlandi családi birtokot védelmezte. 1449-ben csapatokat szervezett magának Yorkshire-ben és Északnyugat-Angliában, amelyek elsősorban a Percykkel rossz viszonyt ápoló Neville család birtokában voltak. Percy és emberei folyamatos fenyegetést jelentettek a Neville-birtokokra. 1449. november 20-án kapta meg Egremont grófi címét.
1453 augusztusában a Heworth Moornál híveivel rajtaütött egy Neville-esküvő résztvevőin. Ez az esemény később komoly szerepet játszott a rózsák háborúja kitörésében. A király – feltehetően Richard Neville, Salisbury grófjának javaslatára – Franciaországba akarta küldeni, hogy eltávolítsák Angliából. Mivel Percy erre nem volt hajlandó, John Neville, Salisbury egyik fia üldözőbe vette, ami több kisebb-nagyobb összecsapáshoz vezetett a két oldal között.
Plantagenet Richárd yorki herceg első régenssége idején, Exeter hercegével nagy felfordulást okozott Yorkshire-ben. Összetűzéseket provokált, rongálta a Neville-birtokokat. Júliusban Exetert bebörtönözték, Egremont viszont csak októberben, a Stamford Bridge-i csatában esett fogságba. Két évig Londonban, az adósok börtönében raboskodott, mivel a Neville-k kérésére olyan magas kártérítést szabtak ki rá, amelynek megfizetésére esélye sem volt. 1456-ban börtönlázadást robbantottak ki, és megszöktek.
Apja az Első Saint Albans-i csatában halt meg. Percy 1456 novemberében megszökött. A rózsák háborújában VI. Henrik király oldalán harcolt a Northamptoni ütközetben, ekkor vesztette életét.
Törvénytelen fia nem örökölhette a címét, így az Egremont bárói cím kihalt.